# Ini Kamoze
Cecil Campbell (nascido em 9 de outubro de 1957), mais conhecido pelo seu nome artístico Ini Kamoze (pronuncia-se /ˈaɪni kəˈmoʊzi/ ) é um cantor jamaicano de reggae.
Mais conhecido por sua canção-assinatura, "Here Comes the Hotstepper", lançada em 1994, chegou a liderar o "EUA Billboard Hot 100 chart". Também alcançou o topo das paradas musicais na Austrália e Nova Zelândia, e a quarta posição nas paradas de cantor solo no Reino Unido.

## Carreira
Ele fez o seu primeiro single, "World Affairs", em 1981. Depois Kamoze lançou um single chamado "Trouble You Trouble Me". Seu álbum de estréia, intitulado com seu próprio nome, foi lançado em 1984. Contava com seis faixas em um mini-LP pela Island Records. Nas notas do álbum ele se descreve como um "lápis fino... Desembaraçado... e a seis pés para virar vegetariano". O álbum inclui a música "World a Reggae (Out In The Street They Call It Murder)", que foi refeita por Damian Marley no seu hit de 2005, "Welcome to Jamrock". O álbum foi gravado e produzido por Sly & Robbie, com quem também excursionou internacionalmente junto com Yellowman e Half Pint.
Em 1988, no entanto, Kamoze praticamente desapareceu da cena musical, se deparando com recepções mornas para seus novos e intermitentes lançamentos. Kamoze em seguida, fundou sua própria gravadora, lançando uma coletânea chamada "Selekta Showcase", que apresentava um single popular de Kamoze intitulado "Stress". Quatro anos depois ele lançou seu álbum seguinte, "16 Vibes of Ini Kamoze", que vendeu bem.
Em 1994, Kamoze lançou a canção que se tornaria a sua assinatura, "Here Comes the Hotstepper". Adotando uma outra alcunha do título da canção, Kamoze viria a ser conhecido como o "Hotstepper", gíria que significa um homem a fugir da lei. Gravado com Philip "Fatis" Burrell, foi apresentada inicialmente em uma compilação de música reggae chamada "Stir It Up", produzida na Epic Rotulo. Não foi uma composição totalmente nova, tendo as suas raízes na música "Land of 1000 Dances", que foi primeiro gravada por Chris Kenner em 1962 e reprisada em 1963 por Fats Domino. A canção apareceu na trilha sonora para a indústria da moda do filme de sátira Prêt-à-Porter. "Here Comes the Hotstepper" permaneceu como hit número um nos EUA em 1994.
Após isso, a carreira de Kamoze passou a ter como marca d'água o álbum "Here Comes the Hotstepper" que foi lançado em 1995, e contou com o trabalho de produção de Salaam Remi. Tanto o riddim (conhecida como "World Jam")  quanto o gancho do hit de 2005 de Damian Marleyé, "Welcome to Jamrock", foram extraídos a partir da faixa "World-Music A" de 1984, dando créditos a co-escrita de Kamoze. A canção de abertura - "Out in the streets, they call it murder" - foi captada em inúmeras faixas de drum and bass e dubstep. Sua versão dub de "Here Comes the Hotstepper", também conhecida como "I'm Steppin' it Hotter This Year", lançado em 1993, continua a ser um hino do dancehall.
Em 2006, Kamoze gravou e lançou um álbum duplo, "Debut". Regravou alguns de seus maiores sucessos, e foi lançado com uma nova produtora, com a qual ele estava intimamente associado, a Hottis Music Group.
Em 2009 houve o lançamento do álbum artístico "50 51 Rule", com uma nova versão de estúdio para algumas músicas. O álbum tinha faixas como "Rapunzel" (em parceria com Maya Azucena) e "Hungry Daze". O álbum também tinha alguns convidados caracteristicos como Sizzla ("CRU"), e Busy Signal ("Ta Da Bang"). Este foi o segundo álbum lançado pela gravadora 9 Sound Clik.

## Discografia
- Pirate (1984) - Mango Records
- Statement (1984) - Mango Records
- Ini Kamoze (1984) - Island Records
- Shocking Out (1988) - RAS Records
- 16 Vibes of Ini Kamoze (1992) - Sonic Sounds
- Here Comes the Hotstepper (1995) - Columbia / SME Records
- Lyrical Gangsta (1995) - East West America / Elektra Records
- Shocking Hours (1995) - Greensleeves Records
- Debut (2006) - 9 Sound Clik
- 51 50 Rule (2009) - 9 Sound Clik
- Em 1994 na Cidade de Uberaba, Minas Gerais um D.J. chamado Clanderson Amaral criou uma versão da música "Lip me stick " tocada em uma casa noturna denominada "OPEN DOWN" e que até hoje é sucesso nos bailes de "Flash Back".

## Ligações Externas
- http://www.inikamoze.com/ Site oficial do Ini Kamoze
- http://www.myspace.com/inikamoze MySpace do Ini Kamoze
- http://www.allmusic.com/cg/amg.dll?p=amg&sql=11:3jfyxqq5ldke~T1 Biografia no Allmusic.com